# Partij van Communisten van de Republiek Moldavië
De Partij van Communisten van de Republiek Moldavië (Roemeens: Partidul Comuniştilor din Republica Moldova, PCRM; Russisch: Партия коммунистов Республики Молдова, Partia kommoenistov Respoebliki Moldova) is een communistische partij in Moldavië. De partij beschouwt zichzelf als de opvolger van de Communistische Partij van Moldavië (1940-1991), onderdeel van de Communistische Partij van de Sovjet-Unie.
Bij de parlementsverkiezingen van 2010 verkreeg de partij 39.32% van stemmen en 42 zetels.